# Jolanta Wilk
Jolanta Wilk (* 11. září 1961 Tarnovské Hory) je polská herečka působící především v oblasti dabingu a kabaretu.
V roce 1986 absolvovala studium Státní divadelní školy Ludvíka Solského v Krakově, pobočky ve Vratislavi.

## Filmografie

### Televizní seriály
- 1997: Trzecie kłamstwo w Dom – obsazení
- 1997: Boża podszewka – mladý žigulík
- 1993: Londyński czek w Żywot człowieka rozbrojonego – obsazení
- 1989: Odbicia – Anita, Andrzejova přítelkyně (epizody 4–6)
- 1989: Modrzejewska (epizoda 5)
- 1982: Przygrywka (epizoda 5)

### Celovečerní filmy
- 1993: Pajęczarki – obsazení
- 1988: Męskie sprawy – obsazení

### Polský dabing
- 2010: Ben & Holly's Little Kingdom
- 2009: Horrid Henry
- 2009: Harry Potter a Princ dvojí krve
- 2007: Out of Jimmy's Head – Dolly Gopher
- 2007: Strawberry Shortcake's Berry Bitty Adventures
- 2007: The Bellflower Bunnies – Lilka, dcera Agaty
- 2005: Toy Warrior – Sheryl
- 2005: Bratz – Cloe
- 2005: Camp Lazlo
- 2004: Lilly the Witch – Lilli
- 2004: Franny's Feet
- 2004: Horrid Henry
- 2004: Barbie as the Princess and the Pauper – Serafina
- 2003: The Gospel of John – Maria Magdalena
- 2003: Kaena: The Prophecy – Kaena
- 2003: Andzia
- 2002: Codename: Kids Next Door – Numer 3
- 2002–2007: Kim Possible – Monique
- 2002–2005: Co nového, Scooby-Doo?
- 2001: Lady a Tramp II: Scampova dobrodružství – Lady
- 2000–2001: Baldur's Gate 2 – Aerie
- 2000: Nehorázné kapky v Czternaście bajek z Królestwa Lailonii Leszka Kołakowskiego – Hipa
- 2000: Goof Troop
- 2000: Franklin and the Green Knight
- 1999: Star Wars: Epizoda I – Skrytá hrozba – Sabé
- 1998–2004: The Powerpuff Girls – Bajka
- 1998: Papyrus
- 1998: Sám doma a bohatý 2: Vánoční přání
- 1997: The World of Peter Rabbit and Friends – Beatrix Potter
- 1997: Beauty and the Beast: The Enchanted Christmas – Bella (dialogy)
- 1996: The Why Why Family – máma Vanilla
- 1996–1998: The Spooktacular New Adventures of Casper – Kat Harvey
- 1996: In Love and War
- 1995: Lady a Tramp – Lady
- 1994: Tonde Burin – Penny Round
- 1993–1998: Animáci – Dáda Warnerová (Dot Warner)
- 1991–1993: Back to the Future
- 1991: Kráska a zvíře – Bella (dialogy, nová verze dabingu)
- 1991: Chiisana Obake Acchi, Kocchi, Socchi – Sally
- 1990–1992: Drobečkové – Shirley
- 1990: Pinocchio
- 1989–1995: Eureeka's Castle
- 1985–1988: M.A.S.K.
- 1983–1987: Fraggle Rock
- 1969–2006: Jen počkej, zajíci! – zajíc

### Szymon Majewski Show
Lidé, které parodovala v pořadu Szymon Majewski Show:
- Joanna Senyszyn
- Jolanta Kwaśniewska
- Renata Beger
- Monika Olejnik
- Janina Paradowska
- Maria Kaczyńska
- Elżbieta Kruk
- Jolanta Szczypińska
- Adam Małysz
- Edyta Górniak